# Victor Broos
Victor Broos (Leuven, 8 december 1908 - 1980) was een Belgisch architect. Hij wordt beschouwd als een van de voortrekkers van het modernisme in Leuven.

## Beroepscarrière
In 1932 studeerde Broos af aan het Sint-Lukasinstituut in Schaarbeek en ging meteen aan de slag als zelfstandig architect. Zijn eerste opdracht, een woning voor zijn schoonvader, leidde tot een reeks projecten, van rijhuizen tot villa’s. De crypte voor Pater Damiaan (1936) betekende zijn doorbraak binnen het katholieke netwerk. Na de Tweede Wereldoorlog groeide hij uit tot een bekend figuur in de Belgische architectuur met tal van religieuze en educatieve gebouwen. In latere jaren legde hij zich toe op woningbouw en gemeenschapsvoorzieningen, steeds met oog voor eenvoud en functionaliteit.

## Stijl

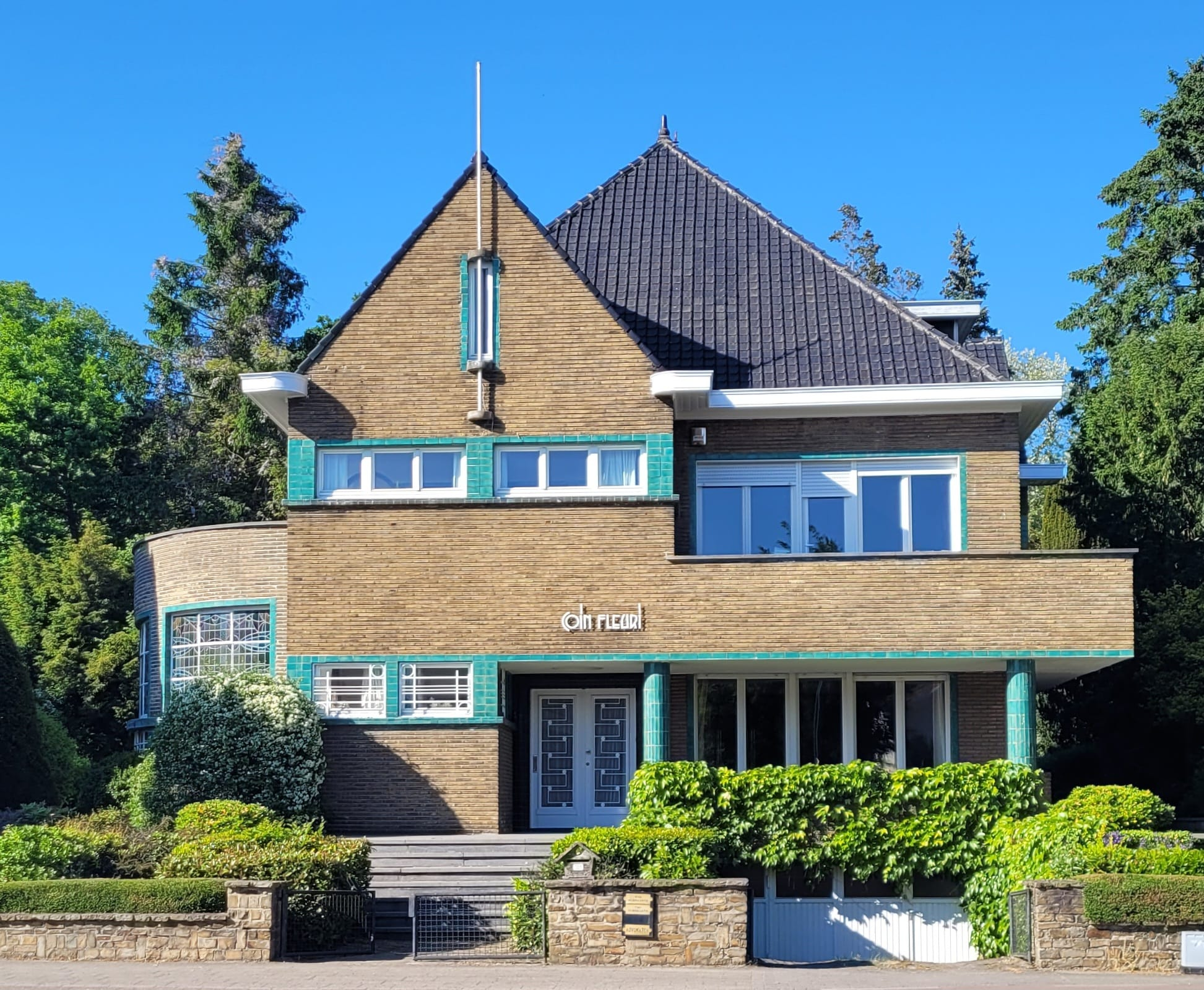
Villa Coin Fleuri aan de Tiensesteenweg in Leuven.

Broos nam afstand van de strakke regels van het functionalisme en haalde zijn inspiratie uit het baksteenmodernisme en de expressieve Amsterdamse School. In de jaren 1930 ontwierp hij modernistische villa’s zoals Villa Roma, Villa Coin Fleuri en Villa Gai Soleil aan de Tiensesteenweg in Leuven.
Vanaf het einde van de jaren 1930 evolueerde zijn werk naar een “afgezwakt modernisme”, waarin moderne en klassieke elementen samenkwamen. Hij werkte voornamelijk met baksteen en natuursteen, gekozen om hun textuur, duurzaamheid en tactiele kwaliteiten. Zijn gevels bevatten vaak verspringingen, erkers en geometrische accenten. Zo creëerde hij een tijdloze architectuur die het alledaagse leven verrijkte: functioneel, esthetisch en menselijk.

## Realisaties (selectie)
- Crypte voor Pater Damiaan in de Sint-Antoniuskapel (1936)
- Villa Claerhout, Kessel-Lo (1935)
- Klooster van de Missionarissen van het Heilig Hart (1938)[3]
- Kerk van de Heilige Damiaan, Tremelo (1954)
- Openbaar Entrepot van Leuven (later OPEK) (1954)
- Heilige Dominiek Saviokerk in Dilbeek
- Sint-Jozefskerk in Leuven (1974)